# Steilhang

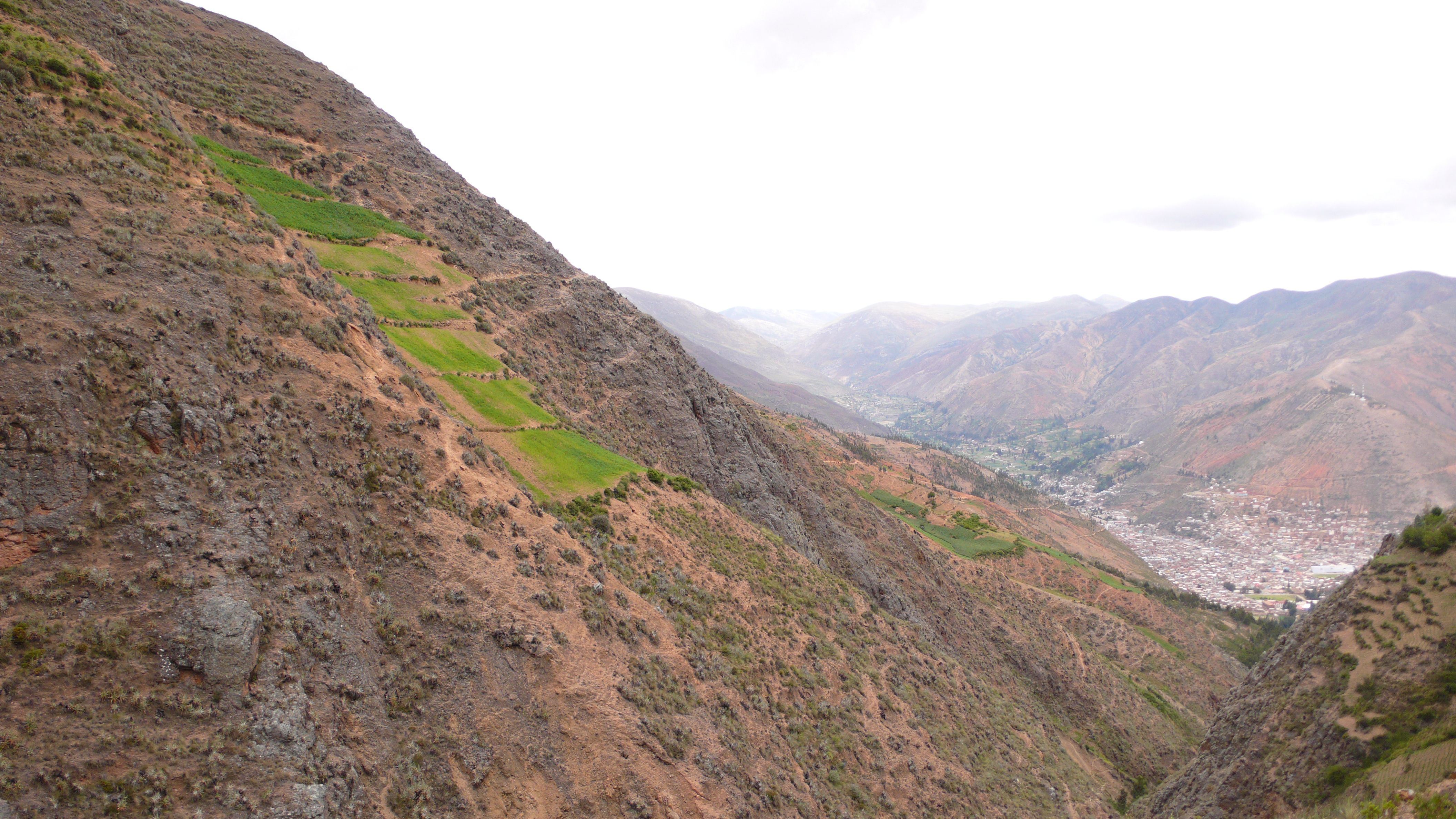
Steilhang in Peru

Als Steilhang wird in den Geowissenschaften ein Berghang oder ein Teil eines Hanges bezeichnet, dessen mittlere Hangneigung über 1:2 oder über 30° beträgt.

## Geologie

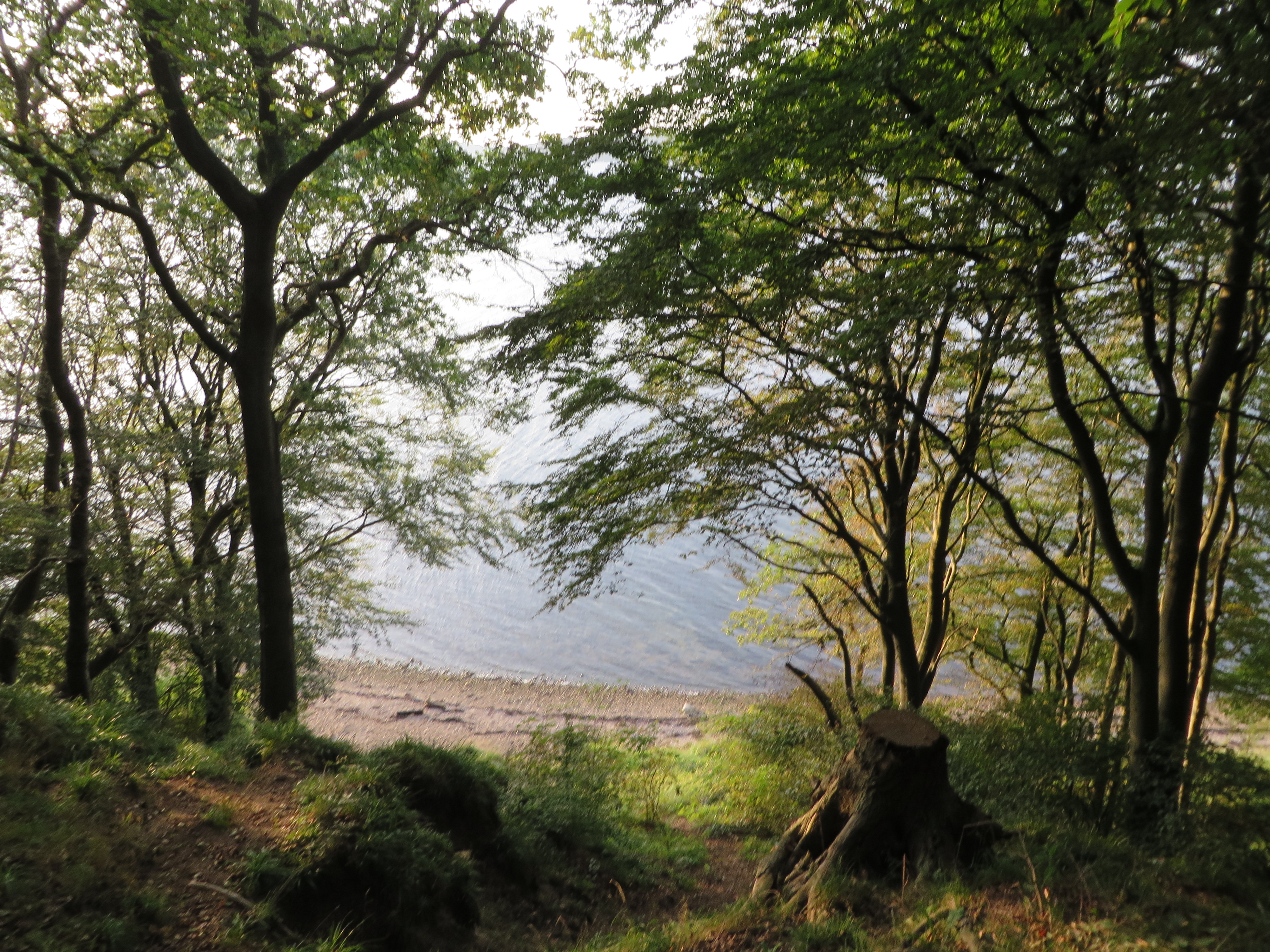
Bewaldeter Steilhang an der Flensburger Förde bei Twedter Mark, im Angelner Hügelland

Die Entstehung unterschiedlicher Hangneigungen hängt einerseits vom Gestein des Berghanges ab – wodurch sie sich z. B. von der anderen Berg- oder Talseite (Gegenhang) unterscheiden können – andererseits von dessen Härte und Lagerungsverhältnissen (Sedimentation, Stratigraphie, Bankung oder Klüfte), von seiner Widerstandsfähigkeit gegen Erosion und nicht zuletzt von seiner Wasserführung und dem örtlichen Klima.
Aus der Sicht der Geomorphologie unterscheiden sich Steilhänge nicht nur durch ihre Neigung und Gesteinsart, sondern vor allem durch ihre Exposition (also ihre Ausrichtung in Bezug auf die Himmelsrichtung), ihre Rund- oder Rauheit (Kleinformen und Krümmung, Stufen, Terrassen, Entwässerung usw.), dem Bewuchs der Bergflanken und der Bodenbildung.
So erhielt der Bodentyp Ranker seinen Namen nach dem in Westösterreich verbreiteten Wort „Ranker“ für „Steilhang“.

## Naturgefahren
Auf Steilhängen bestehen verschiedene Naturgefahren, wenn sie nicht bewaldet und nicht durch flachere Geländestufen unterbrochen sind:
- Hangrutschung – besonders wenn der Boden nach langem Regen oder während der Schneeschmelze durchfeuchtet ist
- Bergsturz – wenn sich oberhalb eine Felswand oder stärker verwitterte Blöcke befinden, bzw.
- Steinschlag (siehe Verkehrszeichen) als leichtere Form
- Abgänge von Muren bei Unwettern oder Lawinen
- episodischer oder plötzlicher Talzuschub, bedrohlicher Aufstau des Gewässers.

## Bewirtschaftung
Steilhänge bis etwa 40° können zwar prinzipiell bewirtschaftet werden – etwa zur Gewinnung von Heu oder in der Forstwirtschaft zur Holung von Holz, unter günstigen Klimaverhältnissen auch für den Weinbau. Doch ist der Betrieb gegen die Konkurrenz flacherer Landschaften nur selten ökonomisch. Daher werden Bergbauern (ihre Definition richtet sich nach Höhen- und Hanglage) meist aus öffentlichen Geldern unterstützt.
Diese Stützung der alpinen Forst- und Landwirtschaft ist teilweise nicht nur gerechtfertigt, sondern auch erforderlich. Traditionell sind dafür die übergeordneten Gebietskörperschaften (vor allem die Bundesländer) zuständig, weil die einzelnen Gemeinden dazu wirtschaftlich kaum in der Lage sind. Auch geotechnisch tätige Institutionen aus den Bereichen Bergbau, Lawinenschutz und Tourismus sowie die EU werden in der Förderung der betroffenen Gebirgsregionen tätig.
Durch sinnvolle Förderungen werden Bergbauern ermutigt bzw. in die Lage versetzt, ihre Höfe oder Almen weiter zu bewirtschaften. Wo dies nicht erfolgt, ist der Schaden durch die oben genannten Naturgefahren für die Allgemeinheit nach einiger Zeit meist höher als die Kosten von Förderungsmaßnahmen. Die Vorteile von Schutz- und Förderungsmaßnahmen können im Einzelnen sein:
- Bewahrung der Schutzwälder (vor allem gegen Muren und Lawinen)
- Allgemeiner Landschaftsschutz („Bergbauern als Landschaftsgärtner“)
- Umweltschutz (z. B. Erhaltung der Bodengüte, der Artenvielfalt usw.)
- Fremdenverkehr (Wunsch nach „intakter Landschaft“, heimatliche Bräuche usw.)
- Wildbach- und Lawinenverbauung
- Schutz von Verkehrswegen und Stabilisierung von Forststraßen
- gewisse Autarkie für die Nahversorgung mit Lebensmitteln und Rohstoffen
- regionale Aspekte der Raumordnung.